# Gitanjali Rao

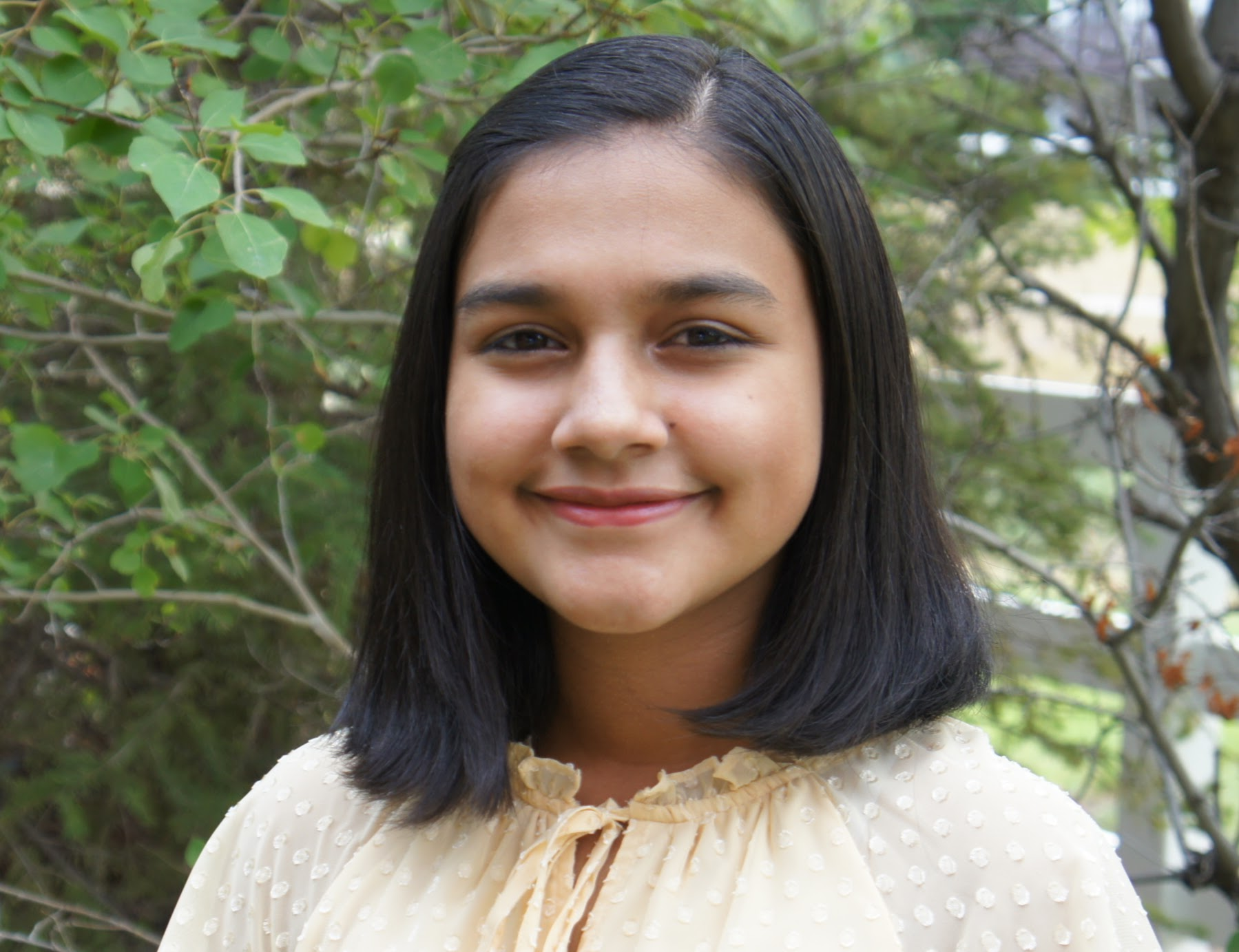
Gitanjali Rao, 2020

Gitanjali Rao (* 19. November 2005 in Denver) ist eine US-amerikanische Nachwuchswissenschaftlerin und Erfinderin. Im Dezember 2020 wurde sie vom Nachrichtenmagazin Time zum Kid of the Year („Kind des Jahres“) gekürt.

## Biographie
Gitanjali Raos Eltern Bharathi und Ram Rao stammen aus Indien. Sie lebt in Lone Tree in Colorado und ist Schülerin der STEM School Highlands Ranch (Lage) (Stand 2020). In den vergangenen Jahren erfand Rao Techniken in mehreren Bereichen: So entwickelte sie mit zwölf Jahren ein kostengünstiges mobiles Gerät, das den Bleigehalt in Trinkwasser anzeigt. Zu dieser Erfindung wurde sie durch eine Krise in der Wasserversorgung in Flint, Michigan, animiert, wo 2016 Maßnahmen zur Kostensenkung bewirkten, dass Trinkwasser mit Blei und anderen Giftstoffen verunreinigt war. Dadurch wurden über hunderttausend Menschen vergiftet. Rao taufte das Trinkwassertestgerät nach der griechischen Wassergöttin Tethys. Zudem entwickelte sie eine App, die Cyber-Mobbing im Internet erkennt.
Gitanjali Rao hält Vorträge auf wissenschaftlichen Konferenzen, wo sie in freier Rede ihre Erfindungen und Ideen erläutert. Sie plant, am Massachusetts Institute of Technology zu studieren. Neben ihrem Interesse für Wissenschaft hat sie Hobbys wie Klavierspielen, Indischer Tanz und Gesang, Schwimmen und Fechten. 2015 veröffentlichte sie das Kinderbuch Baby Brother Wonders.
Rao entwickelte die App Kindly gegen Online-Mobbing. Drei bis vier Mal in der Woche gibt sie Online-Workshops für Schülerinnen und Schüler auf der ganzen Welt, an denen inzwischen laut ihren Angaben über 50.000 Schüler aus 26 Ländern und fünf Kontinenten teilgenommen haben. Ziel sei, Schülerinnen und Schülern zu helfen, Ideen zu entwickeln und sie zu  unterstützen, damit ihre Ideen tatsächlich umgesetzt werden.

## Auszeichnungen
Für ihre Erfindung Tethys wurde Rao 2017 mit dem mit 25.000 Dollar dotierten Preis America’s Top Young Scientist ausgezeichnet sowie mit dem Presidential Environmental Youth Award der Environmental Protection Agency.
2020 wurde die fünfzehnjährige Gitanjali Rao vom Nachrichtenmagazin Time zum „Kind des Jahres“ (Kid of the Year) ernannt, eine Auszeichnung, die erstmals vergeben wurde. 5000 Mädchen und Jungen waren nominiert. Für die neue Kategorie „Kind des Jahres“ kamen nur Kinder und Jugendliche aus den USA infrage. Das Magazin Time teilte mit, Rao sei bereits jetzt eine „Wissenschaftlerin und Erfinderin“. In einem Videotelefonat mit der Schauspielerin und Menschenrechtlerin Angelina Jolie sagte Rao anlässlich ihrer Ehrung: „Ich sehe nicht wie ein typischer Wissenschaftler aus. Alles, was ich im Fernsehen sehe, ist, dass es sich um einen älteren, meist weißen Mann als Wissenschaftler handelt. Es erscheint mir seltsam, dass es fast so war, als hätten die Leute Rollen zugewiesen bekommen, was ihr Geschlecht, ihr Alter, die Farbe ihrer Haut betrifft.“ Sie hoffe, andere inspirieren zu können, Ideen zur „Lösung der Probleme der Welt“ zu entwickeln.

## Publikationen
- Baby Brother Wonders. LifeRich Publishing, 2015, ISBN 978-1-4897-0408-5 (englisch).